# Марзилио (Потенца)
Марзилио (итал. Marsilio) је насеље у Италији у округу Потенца, региону Базиликата.
Према процени из 2011. у насељу је живело 40 становника. Насеље се налази на надморској висини од 668 м.